# 桑德胡伯爾山
46°44′24.2″N 9°41′04.6″E / 46.740056°N 9.684611°E

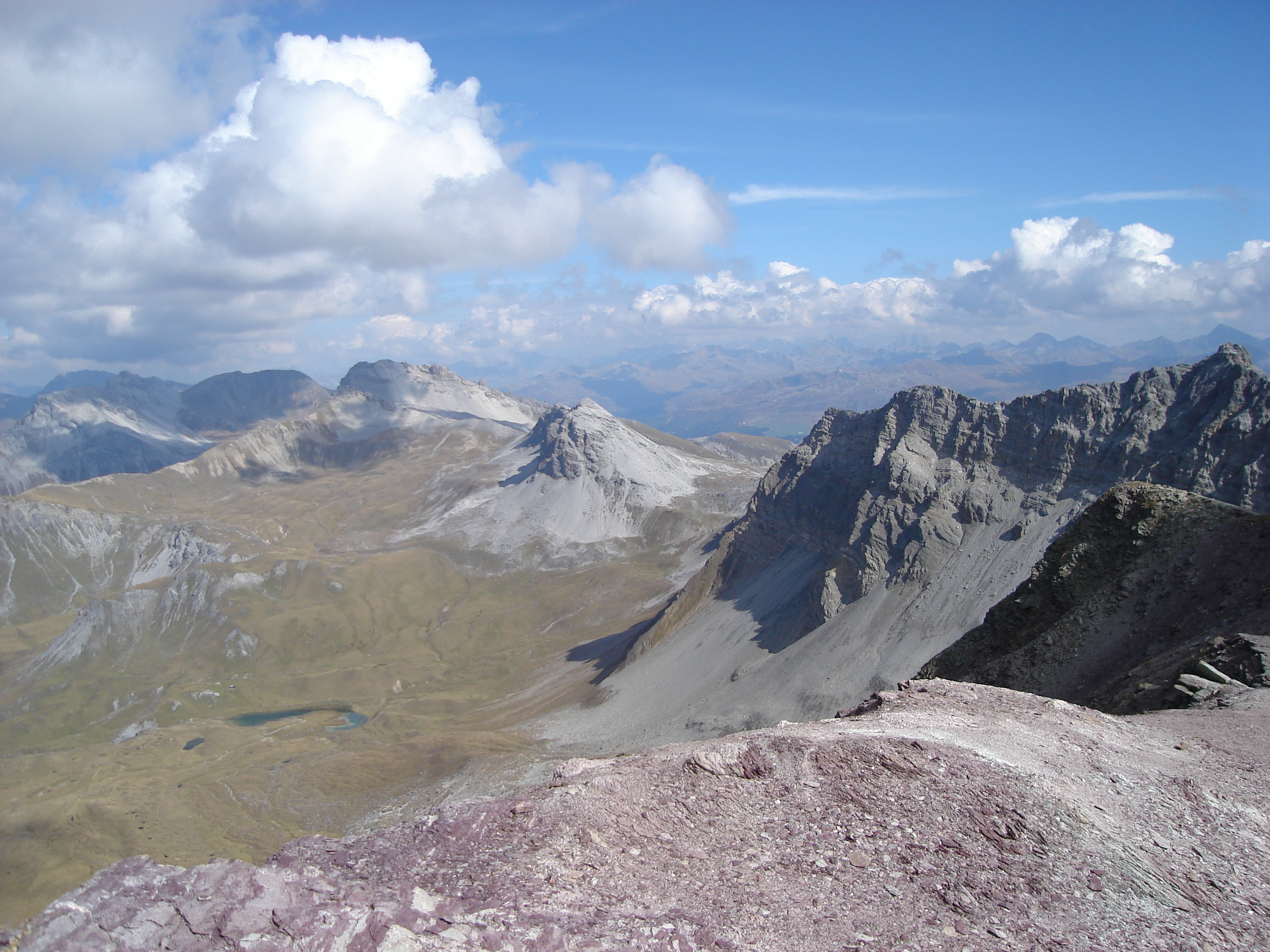

桑德胡伯爾山（Sandhubel），是瑞士的山峰，位於該國東南部，由格勞賓登州負責管轄，屬於普萊蘇爾阿爾卑斯山脈的一部分，海拔高度2,764米，每年平均降雨量1,729毫米。